# Fabian Burdenski
Fabian-Herbert Burdenski (* 23. September 1991 in Bremen) ist ein deutscher Fußballspieler. 

## Familie
Burdenski ist der Sohn des ehemaligen Bundesligatorwarts Dieter Burdenski und der Enkel von Herbert Burdenski.

## Karriere
Burdenski begann seine Karriere beim TSV Heiligenrode und spielte danach für den Brinkumer SV, bevor er 2008 in die Jugend des SV Werder Bremen wechselte. Ab 2010 spielte er für den FC Oberneuland in der Regionalliga Nord. Nachdem er für den VfB Oldenburg und den 1. FC Magdeburg ebenfalls Regionalliga gespielt hatte, wechselte Burdenski für die Saison 2013/14 in die polnische Ekstraklasa (1. Liga) zu Wisła Krakau. Nachdem sein Vertrag ausgelaufen war, unterzeichnete er am 22. Juli 2014 einen Einjahresvertrag beim FSV Frankfurt in der 2. Bundesliga. Nach der Saison 2014/15 verließ er den Verein, ohne ein Pflichtspiel absolviert zu haben. Am 17. September 2015 verpflichtete ihn der Drittligist FC Rot-Weiß Erfurt bis Saisonende Juni 2016. Am 1. Oktober 2015 debütierte er beim 1:1 im Auswärtsspiel beim Chemnitzer FC in der 3. Liga.
Zur Saison 2016/17 kehrte Burdenski zum FSV Frankfurt in die 3. Liga zurück. Er unterschrieb einen Einjahresvertrag. Am Saisonende stieg er mit der Mannschaft in die Regionalliga Südwest ab und wechselte in der Saison 2017/18  für ein Jahr zum polnischen Erstligisten Korona Kielce, der ab April 2017 mehrheitlich seinem Vater Dieter Burdenski gehörte.  Ab Ende August 2018 spielte Burdenski ein halbes Jahr beim SSV Jeddeloh in der Regionalliga Nord und kehrte anschließend erneut zum FSV Frankfurt zurück. Im Juli 2022 erhielt er beim spanischen Fünftligisten (Tercera División) Deportivo Xerez einen Vertrag. In der Wintertransferperiode 2023/24 Ende Januar 2024 kehrte er nach Deutschland zurück und schloss sich dem Hessenligisten (5. Liga) FC Bayern Alzenau an.